# Рейна, Джованни
Джова́нни Алеха́ндро Ре́йна (англ. Giovanni Alejandro Reyna; 13 ноября 2002, Сандерленд, Англия) — американский футболист, атакующий полузащитник немецкого клуба «Боруссия Дортмунд» и сборной США.

## Биография

### Личные сведения
Джованни — сын футболиста Клаудио Рейны, выступавшего за многие европейские клубы и сборную США, и Даниэль Иган, игравшей в футбол на уровне колледжа и выступавшей за женскую сборную США. Был назван в честь бывшего одноклубника его отца по «Рейнджерс» Джованни ван Бронкхорста. Имеет гражданство Португалии.

### Клубная карьера
Тренировался в академии футбольного клуба «Нью-Йорк Сити».
Летом 2019 года перешёл в молодёжную команду немецкой «Боруссии» из Дортмунда. В сентябре 2019 года главный тренер «Боруссии» Люсьен Фавр включил Рейну в заявку клуба на Лигу чемпионов УЕФА 2019/20. 7 декабря 2019 года впервые был включён в состав «Боруссии» на матч Бундеслиги, против «Фортуны» из Дюссельдорфа, но остался на скамейке запасных. В начале 2020 года был переведён в основной состав клуба. Дебютировал в Бундеслиге 18 января 2020 года в матче против «Аугсбурга», выйдя замену на 72-й минуте, и в возрасте 17 лет и 66 дней стал самым молодым американцем, выходившим на поле в чемпионате Германии. 4 февраля 2020 года в матче 1/8 финала Кубка Германии 2019/20 против бременского «Вердера» забил свой первый гол в профессиональной карьере, при этом став самым молодым голеодором в истории Кубков Германии. 19 сентября 2020 года в матче стартового тура сезона 2020/21 против «Боруссии» из Мёнхенгладбаха забил свой первый гол в Бундеслиге. 20 ноября 2020 года Рейна продлил контракт с «Боруссией Дортмунд» до лета 2025 года.
31 января 2024 года перешёл на правах аренды до конца сезона в «Ноттингем Форест».

### Международная карьера
В составе сборной США до 17 лет участвовал в юношеском чемпионате мира 2019.
3 ноября 2020 года Рейна был впервые вызван в сборную США — на товарищеские матчи со сборными Уэльса 12 ноября и Панамы 16 ноября. В матче с валлийцами дебютировал за сборную США, выйдя в стартовом составе. В матче с панамцами забил свой первый гол за «янки», в возрасте 18 лет и 3 дня став третьим самым молодым автором гола в истории сборной.
По итогам 2020 года Рейна был признан лучшим молодым футболистом США.

## Достижения
Командные
«Боруссия»
- Обладатель Кубка Германии: 2020/21

Сборная США
- Победитель Лиги наций КОНКАКАФ: 2019/20[24]